# Psychoda cochlearia
Psychoda cochlearia és una espècie d'insecte dípter pertanyent a la família dels psicòdids.

## Descripció
- Les antenes tenen 14 segments.
- Les ales del mascle fan 1,2-1,5 mm de llargària (1,4-1,8 en el cas de la femella) i 0,5-0,6 d'amplada (0,5-0,7 en la femella).
- La femella presenta una gran espermateca, els lòbuls apicals parcialment separats de la resta de la placa subgenital i antenes amb una longitud de 0,8-0,9 mm.[5][6]

## Distribució geogràfica
Es troba a Borneo, les illes Filipines (Luzon, Negros i Mindanao), les illes Carolines, Fiji, Nicaragua (incloent-hi els departaments de Zelaya, León i Chinandega), Panamà, Samoa i l'illa de Trinitat.